# Огрызково (Пермский район)
Огрызково — деревня в Пермском районе Пермского края. Входит в состав Фроловского сельского поселения.

## Географическое положение
Расположена примерно в 5,5 км к востоку от административного центра поселения, села Фролы, и в 17 км к юго-востоку от центра города Перми. В 3,5 км к западу находится железнодорожная станция Няшино.

## Население
| 2008 | 2010 |
| ---- | ---- |
| 7    | ↘3   |

## Улицы[2]
- Дорожная ул.
- Садовая ул.

## Топографические карты
- Лист карты O-40-77 Юг. Масштаб: 1 : 100 000. Состояние местности на 1983 год. Издание 1985 г.